# Bâtiment Esders et Scheefhaals
Le bâtiment Esders et Scheefhals (en russe : Здание торгового дома “Эсдерс и Схеффальс”, Zdaniye torgovava doma “Esders i Skheffal”) est un bâtiment de style Art nouveau, à l'origine un grand magasin, à Saint-Pétersbourg, en Russie. Le bâtiment est classé comme « monument historique et culturel du peuple de la fédération de Russie » et est situé au quai de la Moïka, avant le pont Rouge.

## Histoire
Le bâtiment a été construit en 1906-1907 par les architectes Constantin de Rochefort et V. A. Lipskii.
Jusqu'en 1919, il a fonctionné comme la « Maison de commerce S. Esders et K. Scheefhaals », également connue sous le nom de У красного моста (U krasnova mosta, « Au Pont Rouge »). Les inscriptions sur le bâtiment étaient en russe et en français — le nom français indiquait Au Pont Rouge. C'était une entreprise de Stefan Esders qui avait une usine à Bruxelles et des grands magasins à Berlin, Paris, Rotterdam, Breslau et Vienne, en plus de Saint-Pétersbourg. Scheefhals était le partenaire hollandais pour la branche de Saint-Pétersbourg.
Après la révolution, le bâtiment est devenu en 1919 une usine de production de mode masculine. En 1922, elle a reçu le nom d'usine de couture Volodarsky en l'honneur du révolutionnaire marxiste et politicien Moïsseï Goldstein qui est connu sous le nom de V. Volodarsky.
La coupole a été démolie dans les années 1930, afin de ne pas gâcher la vue sur la tour de l'Amirauté. (image)
En 1992, l'usine a été réorganisée en FOSP (Fabrika odejdy Sankt-Peterburga, Фабрика одежды Санкт-Петербурга, « Usine de Vêtements de Saint-Pétersbourg »).
Le bâtiment a subi d'importants travaux de rénovation en 2011-2012, et la coupole a été reconstruite. Les affichages d'origine, en français et en russe (avec orthographe pré-révolutionnaire), ont également été restaurés. Le bâtiment a rouvert ses portes en 2016 en abritant un magasin conçu par la société d'architecture londonienne Lifschutz Davidson Sandilands.